# Юрта Ворона
«Юрта Ворона» — рассказ Ивана Ефремова. Написан в 1958 году. Имеет второе название «Хюндустыйн эг» («Юрта ворона» на тувинском языке). Посвящён горному инженеру А. В. Селиванову.
Относится к числу сибирских рассказов Ефремова. По жанру — реалистический производственный рассказ. Действие происходит в Тувинской АССР в послевоенное время.

## Содержание
Геолог Александров лежит в больнице после перелома позвоночника. Он никогда не сможет ходить и переживает сильную депрессию. Он высококлассный геолог и не представляет себе жизни без полевой работы. В палату, где он лежит, помещают бывшего забойщика Фомина, с которым Александров когда-то вместе работал и вместе выходил из критических ситуаций в экспедициях. Он долго беседуют вечером. Фомин рассказывает о сделанном им открытии месторождения редких металлов, за которое он получил премию. После разговора с Фоминым Александров задумывается о том, как в его новом положении инвалида он мог бы продолжать полевую работу.
Александров вспоминает, как вместе с Фоминым он ещё в довоенный период проходил в горах Тувы странный перевал «Юрта Ворона», который буквально притягивает к себе грозы. Из-за частых ударов молний его прохождение и перегон скота всегда были очень опасными. Как геолог, Александров полагает что это объяснимо только наличием мощных выходов металлических пород на перевале. Однако чтобы обнаружить их, кто-то должен с риском для жизни фиксировать во время грозы места ударов молний. Он решает тайно отправиться на перевал и сделать это.
Выписавшись из больницы, Александров с помощью водительницы Вали добирается до подножия перевала. Ему помогает пожилой тувинец-охотник. С его помощью Александров поднимается на Юрту Ворона, и проводит там в маленьком шалаше около месяца, наблюдая за молниями и стараясь подобраться как можно ближе к месту их максимального сосредоточения. Во время последней, особенно сильной грозы он успевает засечь маленький бугорок, в который бьют молнии, прежде чем теряет сознание, возможно — от удара молнии. Это кульминация рассказа. Очнувшись, он осознает, что его ноги обрели чувствительность и он может вновь ходить.
В финале рассказа он доставляет в геологическое управление кусок свинцовой руды с нового месторождения «Юрта Ворона».

## Биографическая основа
Согласно известному исследователю творчества Ефремова П. К. Чудинову, в основу рассказа «Юрта Ворона» Ефремов положил случай из геологической практики. 

«Прототипом геолога Александрова послужил А. Л. Яншин (впоследствии академик и вице-президент АН СССР), связанный с И. А. Ефремовым годами близкого знакомства и дружбы. Во время поисков железных руд на Урале А. Л. Яншин при подъёме из глубокого разведочного шурфа сорвался и упал на дно. Ефремов точно передает ощущение героя рассказа, геолога, утратившего подвижность ног после злополучного падения. «Безмерно слабые, с болтающимися как тряпки мышцами, они жили». Это ощущение Александровым обретения мышц после разряда молнии — не что иное как ощущение самого Ефремова после тяжелой болезни и долгого лежания в постели, когда он, покрываясь холодным потом, мучительно трудно заново учился ходить».
А. Селиванов — геолог, коллега Ефремова по полевой работе в Монголии.

## Особенности композиции
Рассказ содержит в себе три вставные новеллы:
1. Рассказ Фомина об открытии месторождения редкоземельных металлов.
2. Рассказ Фомина о находке кристалла лунного камня (полевого шпата) недалеко от перевала Юрта Ворона.
3. Рассказ о помощи молодого Александрова водительнице грузовика Вале, когда зимней ночью её машина встала на безлюдном перевале. После этого случая они становятся близкими друзьями.

О. Ерёмина так определяет особенности этих вставных новелл:
- новеллы служат речевыми характеристиками героев (1-я и 2-я), раскрывают их характеры;
- новеллы проясняют и нравственные позиции героев, обозначают социокультурные и личностные противоречия;
- новеллы переносят нас в иной хронотоп, что создаёт ощущение исторической точности созданного писателем мира;
- первая новелла двигает «внутреннее» действие, вторая служит ключом, которая открывает бурное развитие действия, третья необходима сопоставления двух героинь — сопоставления, иллюстрирующего центральную идею рассказа;
- три новеллы являются символами триединства, которое созидает Человека: знание, красота и опыт борьбы[2].